# WE ARE B.B.クィーンズ
『WE ARE B.B.クィーンズ』（ウィ・アー・ビー.ビー.クィーンズ）は、B.B.クィーンズの1枚目のオリジナル・アルバム。1990年7月4日にBMGビクター（現・アリオラジャパン）から発売された。

## 内容
大ヒットを記録した先行シングル「おどるポンポコリン」はじめ、歌謡曲と童謡のカバーを収録したオリジナル・アルバム。
CDの盤面はアルバムタイトルが「おどるポンポコリン」と表記されている。

## 批評
| 専門評論家によるレビュー | 専門評論家によるレビュー |
| レビュー・スコア         | レビュー・スコア         |
| 出典                     | 評価                     |
| ------------------------ | ------------------------ |
| CDジャーナル             | 肯定的                   |

CDジャーナルは、「『おどるポンポコリン』の大ヒットでオヨネーズを超えたとの噂もある企画ものデュオのホープ、B.B.クィーンズのデビューアルバム。その正体は近藤房之助と坪倉唯子の2人。歌がうまいはずだ。『上を向いて歩こう』のリズムがモロにシャッフルだったり、時々、素面に戻る時間がこそばゆい。」と批評した。

## 収録曲

### CD
| #         | タイトル                                      | 作詞                     | 作曲                     | 編曲      | 時間  |
| --------- | --------------------------------------------- | ------------------------ | ------------------------ | --------- | ----- |
| 1.        | 「おどるポンポコリン」                        | さくらももこ             | 織田哲郎                 | 織田哲郎  | 3:11  |
| 2.        | 「世界の国からこんにちは ('90)」              | 島田陽子                 | 中村八大                 | 中島正雄  | 3:01  |
| 3.        | 「星の物語」                                  | 森山進治                 | 長戸大幸                 | 大堀薫    | 4:08  |
| 4.        | 「ゆめいっぱい (B.B.クィーンズ・バージョン)」 | 亜蘭知子                 | 織田哲郎                 | 中島正雄  | 3:34  |
| 5.        | 「ぼくイカレポンチだから」                    | 近藤房之助               | 近藤房之助               | 寺尾広    | 5:13  |
| 6.        | 「We Are B.B.クィーンズ」                     | 坪倉唯子                 | 坪倉唯子                 | 大堀薫    | 3:21  |
| 7.        | 「上を向いて歩こう」                          | 永六輔                   | 中村八大                 | 中島正雄  | 3:52  |
| 8.        | 「ABCのうた」                                 | トラディショナル・ソング | トラディショナル・ソング | 寺島良一  | 3:45  |
| 9.        | 「赤とんぼ」                                  | 三木露風                 | 山田耕筰                 | 中島正雄  | 3:23  |
| 10.       | 「かえるの合唱」                              | 岡本敏明                 | ドイツ曲                 | 寺尾広    | 4:16  |
| 合計時間: | 合計時間:                                     | 合計時間:                | 合計時間:                | 合計時間: | 37:44 |

### カセット
| #         | タイトル                                      | 作詞         | 作曲       | 編曲      | 時間  |
| --------- | --------------------------------------------- | ------------ | ---------- | --------- | ----- |
| 1.        | 「おどるポンポコリン」                        | さくらももこ | 織田哲郎   | 織田哲郎  | 3:11  |
| 2.        | 「世界の国からこんにちは ('90)」              | 島田陽子     | 中村八大   | 中島正雄  | 3:01  |
| 3.        | 「星の物語」                                  | 森山進治     | 長戸大幸   | 大堀薫    | 4:08  |
| 4.        | 「ゆめいっぱい (B.B.クィーンズ・バージョン)」 | 亜蘭知子     | 織田哲郎   | 中島正雄  | 3:34  |
| 5.        | 「ぼくイカレポンチだから」                    | 近藤房之助   | 近藤房之助 | 寺尾広    | 5:13  |
| 合計時間: | 合計時間:                                     | 合計時間:    | 合計時間:  | 合計時間: | 19:07 |

| #         | タイトル                  | 作詞                     | 作曲                     | 編曲      | 時間  |
| --------- | ------------------------- | ------------------------ | ------------------------ | --------- | ----- |
| 1.        | 「WE ARE B.B.クィーンズ」 | 坪倉唯子                 | 坪倉唯子                 | 大堀薫    | 3:21  |
| 2.        | 「上を向いて歩こう」      | 永六輔                   | 中村八大                 | 中島正雄  | 3:52  |
| 3.        | 「ABCのうた」             | トラディショナル・ソング | トラディショナル・ソング | 寺島良一  | 3:45  |
| 4.        | 「赤とんぼ」              | 三木露風                 | 山田耕筰                 | 中島正雄  | 3:23  |
| 5.        | 「かえるの合唱」          | 岡本敏明                 | ドイツ曲                 | 寺尾広    | 4:16  |
| 合計時間: | 合計時間:                 | 合計時間:                | 合計時間:                | 合計時間: | 18:37 |

## 楽曲解説
- シングル収録曲の詳細は、各項目を参照。

1. おどるポンポコリン
  - 1stシングル。
2. 世界の国からこんにちは ('90)
  - 日本万国博覧会テーマソングのカバー。
3. 星の物語
  - アルバムオリジナル曲。『complete of B.B.QUEENS at the BEING studio』にも収録。
4. ゆめいっぱい (B.B.クィーンズ・バージョン)
  - 1stシングル「おどるポンポコリン」のカップリング。関ゆみ子のカバー。
5. ぼくイカレポンチだから
  - アルバムオリジナル曲。近藤自身がソロとしてセルフカバーした曲もある。
6. We Are B.B.クィーンズ
  - タイトル曲及びアルバムオリジナル曲。『complete of B.B.QUEENS at the BEING studio』『BEST OF BEST 1000 B.B.クィーンズ』にも収録。
7. 上を向いて歩こう
  - 坂本九のカバー。5月に近藤単独でカバーし発売したシングルとは完全に別音源。
8. ABCのうた
  - 童謡。
9. 赤とんぼ
  - 童謡。『complete of B.B.QUEENS at the BEING studio』『BEST OF BEST 1000 B.B.クィーンズ』にも収録。
10. かえるの合唱
  - ドイツ民謡。『BEST OF BEST 1000 B.B.クィーンズ』にも収録。